# مجموعه تپه‌های نوبندگان
مجموعه تپه‌های نوبندگان مربوط به دوران‌های تاریخی پس از اسلام است و در شهرستان فسا، کیلومتری ۷ جاده فسا به داراب، ۲ کیلومتری شهرک صنعتی واقع شده و این اثر در تاریخ ۱۱ دی ۱۳۸۰ با شمارهٔ ثبت ۴۵۳۷ به‌عنوان یکی از آثار ملی ایران به ثبت رسیده است.